# Wiślica (Skoczów)
Wiślica (deutsch Wislitz) ist eine Ortschaft mit einem Schulzenamt der Gemeinde Skoczów im Powiat Cieszyński der Woiwodschaft Schlesien, Polen.

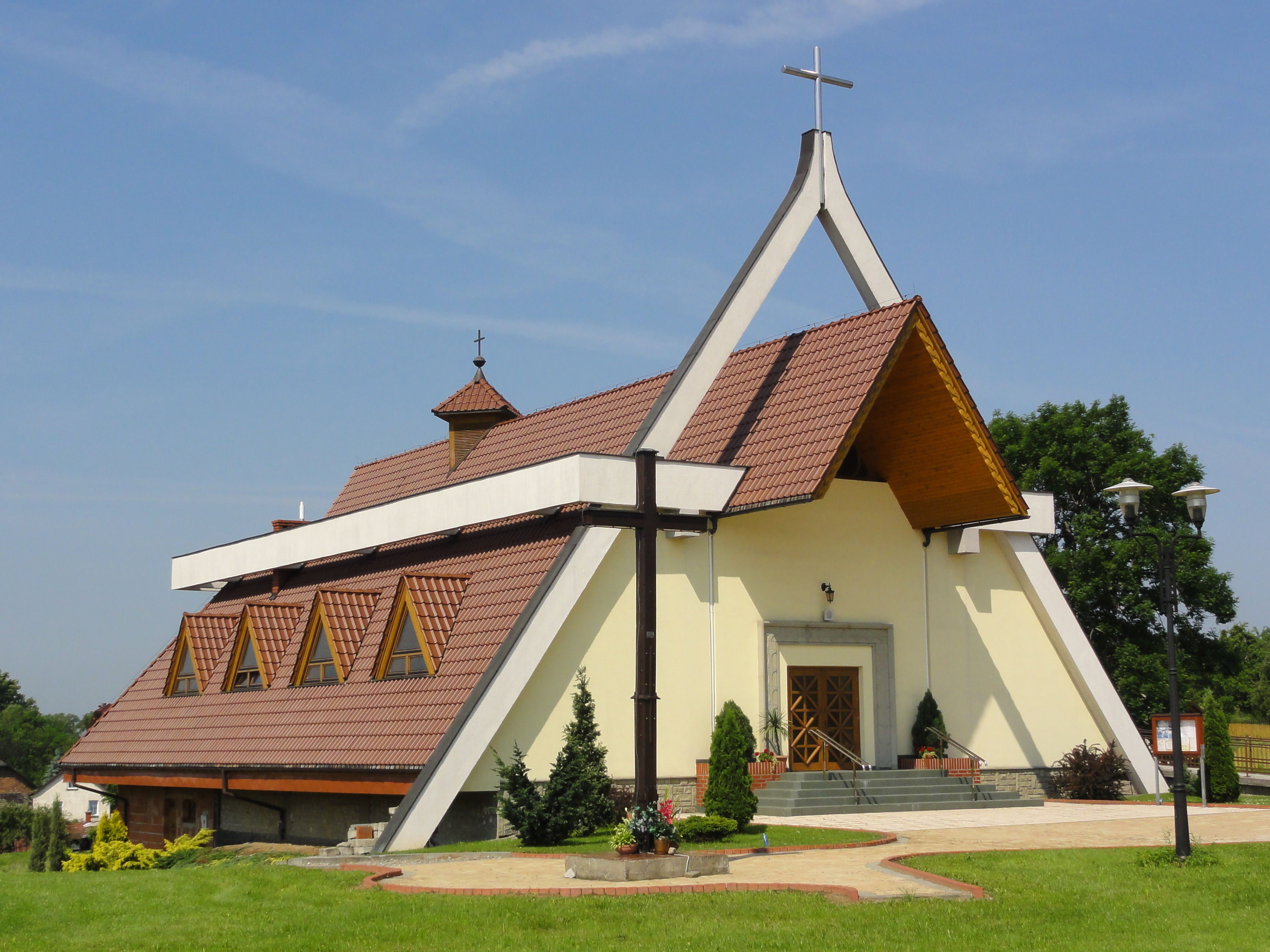
Katholische Kapelle

## Geographie
Wiślica liegt an der Grenze des Schlesischen Vorgebirges (Pogórze Śląskie, im Südwesten) und des Auschwitzer Beckens (Kotlina Oświęcimska, im Nordosten), an der Weichsel etwa 19 km westlich von Bielsko-Biała und 55 km südlich von Katowice im Powiat (Kreis) Cieszyn.
Das Dorf hat eine Fläche von 357 ha.
Nachbarorte sind Ochaby im Norden, Kiczyce im Osten, die Stadt Skoczów im Süden, Simoradz im Westen.

## Geschichte
Das Dorf liegt im Olsagebiet (auch Teschner Schlesien, polnisch Śląsk Cieszyński).
Der Ort wurde im Jahr 1447 erstmals urkundlich als Wislicze erwähnt. Der Name ist abgeleitet von dem Fluss Weichsel (polnisch Wisła).
Politisch gehörte das Dorf ursprünglich zum Herzogtum Teschen, der Lehnsherrschaft des Königreichs Böhmen, und seit 1526 gehörte es zur Habsburgermonarchie.
Nach der Aufhebung der Patrimonialherrschaften bildete es ab 1850 eine Gemeinde in Österreichisch-Schlesien, Bezirk Bielitz und Gerichtsbezirk Skotschau. In den Jahren 1880–1910 stieg die Einwohnerzahl von 313 im Jahr 1880 auf 425 im Jahr 1910 an, es waren überwiegend polnischsprachige (zwischen 99,5 % und 100 %). Im Jahre 1910 war jeder römisch-katholisch.
1920, nach dem Zusammenbruch der k.u.k. Monarchie und dem Ende des Polnisch-Tschechoslowakischen Grenzkriegs, kam Wiślica zu Polen. Unterbrochen wurde dies nur durch die Besetzung Polens durch die Wehrmacht im Zweiten Weltkrieg.
Von 1975 bis 1998 gehörte Wiślica zur Woiwodschaft Bielsko-Biała.